# Klangfarbenmelodie

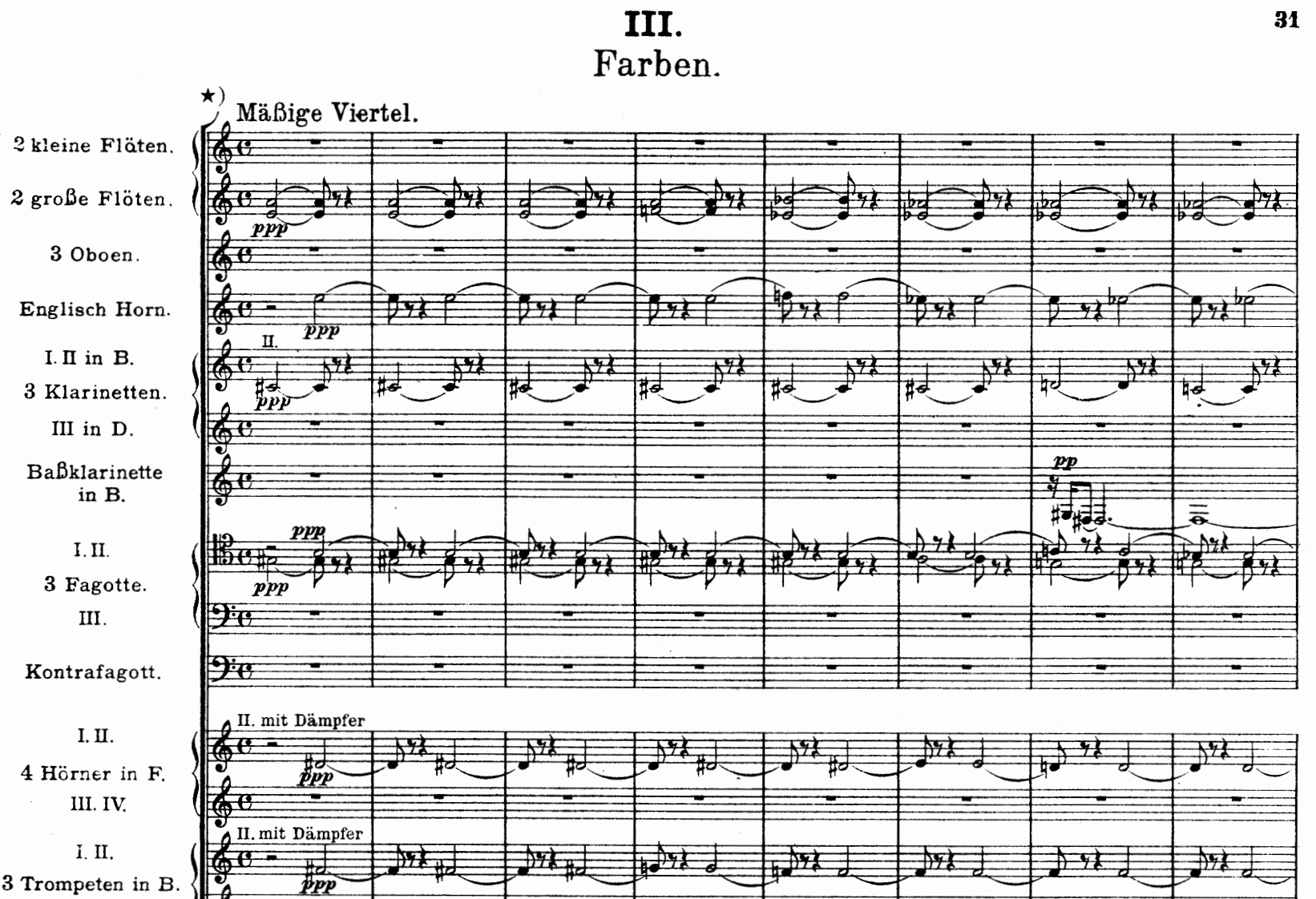
Incipit de Farben, par Arnold Schönberg

Le terme Klangfarbenmelodie signifie littéralement « mélodie de timbre » en allemand. Cette technique musicale consiste à confier aux différents instruments des interventions très concises dans un kaléidoscope de timbres différents. Les instruments de l'orchestre n'ont pas de rôle mélodique à proprement parler, mais chacun contribue à l'élaboration d'une mélodie globale et générale.
La notion de Klangfarbenmelodie a été forgée par Arnold Schönberg dans son Traité d'harmonie (1911).
Les compositeurs Arnold Schönberg, Anton Webern (Cinq pièces pour orchestre, op. 10) et Alban Berg ont beaucoup eu recours à cette technique.